# Glycyphana fulvistemma
Glycyphana fulvistemma är en skalbaggsart som beskrevs av Victor Ivanovitsch Motschulsky 1858. Glycyphana fulvistemma ingår i släktet Glycyphana och familjen Cetoniidae. Inga underarter finns listade i Catalogue of Life.